# Donald Fagen
Donald Fagen (Passaic, New Jersey, 10 januari 1948) is een Amerikaanse zanger-toetsenist. Hij startte samen met Walter Becker de muziekgroep Steely Dan.

## Levensloop
Hij is zoon van accountant Joseph Fagen en Elinor Fagen, in haar jonge jaren zangeres nabij New York. De familie verhuisde keer op keer en belandde in de jaren vijftig in de suburb Kendall Park van South Brunswick. Fagen hield er geen prettige herinneringen aan over; het voelde voor hem als een gevangenis. Hij werd zich voor het eerst bewust dat hij iets anders wilde. Die suburbs zouden hem later inspireren tot zijn eerste soloalbum The nightfly.
In diezelfde tijd ontstond zijn belangstelling voor muziek met als startpunt het plaatje Reelin' and rockin' van Chuck Berry. Een bezoekje aan het Newport Jazz Festival bracht hem van de rock-'n-roll naar de jazz. Hij bezocht de club Village Vanguard, maar bezocht ook jazzconcerten in Manhattan en zag artiesten als Earl Hines, Willie Smith, Bill Evans, Charles Mingus, Sonny Rollins, Thelonious Monk en Miles Davis optreden. Hij leerde zichzelf piano spelen al probeerde hij het enkele semesters vol te houden op de Berklee College of Music. Hij bespeelde een bariton in een schoolband. De jazz kreeg in soul en funk een opvolger met als grote voorbeeld Sly and the Family Stone, maar ook muziek van Boswell Sisters, Henri Mancini en Ray Charles hadden zijn interesse.
Na zijn middelbare school afgerond te hebben ging hij studeren aan Bard College. Vanaf 1965 studeerde hij een tijdje Engelse literatuur en maakte kennis met werk van Allen Ginsberg, Jack Kerouac en Lawrence Ferlinghetti. Hij leerde er tevens in 1967 Walter Becker kennen. Zij richtten een bandje op (Leather Canary) waarvan ook de latere acteur Chevy Chase deel uitmaakte. De titels van bandjes volgden elkaar in rap tempo op met Don Fagen Jazz Trio, Bad Rock Band. Hij hield het er later op dat ze klonken als The Kingsmen die muziek van Frank Zappa speelde. 
Hoe snel de bands ook wisselden, zijn band met Becker bleef. Het duo speelde onder pseudoniemen (Becker heet Gus Mahler, Fagen Tristan Fabriani) mee met Jay and the Americans. Ze kregen in 1970/1971 de gelegenheid muziek te schrijven voor platenlabel ABC Records/Dunhill Records. 
In die tijd begon ook de aanloop naar Steely Dan. Initiatiefnemer was echter een derde, gitarist Denny Dias, die een bassist en toetsenist zocht. Hij was direct onder de indruk van hun spel, maar ook van hun reeds geschreven nummers. Toen in december 1971 de eerste samenstelling van Steely Dan zich vormde, was duidelijk dat Becker en Fagen de kern van de band zouden vormen. Fagen had in die tijd last van plankenkoorts. Er volgden in snel tempo albums, maar vanaf 1974 toen zij nog de enige twee in Steely Dan waren ging het aanmerkelijk langzamer. Er kwamen steeds langere stille tijden.

### Solocarrière
Tijdens zo'n stilte (Becker en Fagen wilde niet spreken over opheffing) nam Fagen zijn eerste soloalbum op: het eerdergenoemde The nightfly, dat in oktober 1982 werd uitgebracht. Het album scoorde goed in hitlijsten en leverde Fagen een Grammy Award op. Zijn muziek werd in films, zoals Bright Lights Big City gebruikt. Fagen schreef meer filmmuziek en schreef ook artikelen voor het blad Premiere.     
Voordat Becker en Fagen weer bij elkaar kwamen toerde Fagen van 1989 tot 1992 met The New York Rock and Soul Revue om de muziek van Libby Titus ten gehore de brengen. Becker en Fagen begeleidden Rosie Vela bij haar debuutalbum. Fagen werkte vervolgens mee met Beckers eerste soloalbum 11 Tracks of Whack (1994). Andersom werkte Becker mee met Fagens tweede soloalbum Kamakiriad (1993), dat ook een Grammy verdiende en ook hoog scoorde in de albumlijsten.     
Pas in 2006 volgde het derde album Morph the cat; nummer vier volgde in 2012: Sunken Condos. In die tijd trad Fagen op met Michael McDonald en Boz Scaggs als The Dukes of September.    
In 2013 bracht hij een autobiografie uit onder de titel Eminent Hipsters. 
Hij was van 1993 tot 2016 getrouwd met songwriter Libby Titus; ze waren al studiegenoten op Bard College, maar de vonk, die later weer doofde, sloeg pas in 1987 over.

## Titels
- 1984: Honorary Doctor of Arts aan Bard College
- 2001: Honorary Doctor of Music: Berklee College of Music
- 2001: opname in de Rock and Roll Hall of Fame
- 2010: jazz Wall of Fame van American Society of Composers, Authors and Publishers

## Muziek
Bekende nummers van Fagen zijn onder andere I.G.Y., New frontier en The nightfly. Alle drie deze nummers waren afkomstig van het album The nightfly. Ook Century's end uit Bright Lights, Big City (1988) is enigszins bekend. In 2007 is een verzamelbox (The nightfly trilogy) uitgebracht met daarin zijn drie soloalbums op cd en MVI-schijf (music video interactive) met allerlei extra's (clips en interviews). Daarnaast bevat de box een cd met een aantal 'rarities'. In 2012 bracht Fagen een verzamelbox (Cheap Xmas) uit met daarin alle nummers van de eerste vier soloalbums, aangevuld met exclusieve bonustracks.

## Discografie
Zie ook discografie Steely Dan.

### Albums
| Album met eventuele hitnotering(en) in de Nederlandse Album Top 100 | Datum van verschijnen | Datum van binnenkomst | Hoogste positie | Aantal weken | Opmerkingen |
| ------------------------------------------------------------------- | --------------------- | --------------------- | --------------- | ------------ | ----------- |
| The nightfly                                                        | 29-10-1982            | 06-11-1982            | 15              | 13           |             |
| Kamakiriad                                                          | 25-05-1993            | 05-06-1993            | 20              | 19           |             |
| Morph the cat                                                       | 10-03-2006            | 18-03-2006            | 23              | 9            |             |
| Sunken condos                                                       | 12-10-2012            | 20-10-2012            | 13              | 6            |             |

| Album met hitnotering(en) in de Vlaamse Ultratop 200 albums | Datum van verschijnen | Datum van binnenkomst | Hoogste positie | Aantal weken | Opmerkingen |
| ----------------------------------------------------------- | --------------------- | --------------------- | --------------- | ------------ | ----------- |
| Morph the cat                                               | 2006                  | 25-03-2006            | 53              | 6            |             |
| Sunken condos                                               | 2012                  | 20-10-2012            | 22              | 13           |             |

### Singles
| Single met eventuele hitnotering(en) in de Nederlandse Top 40 | Datum van verschijnen | Datum van binnenkomst | Hoogste positie | Aantal weken | Opmerkingen                 |
| ------------------------------------------------------------- | --------------------- | --------------------- | --------------- | ------------ | --------------------------- |
| I.G.Y.                                                        | 1982                  | 04-12-1982            | 30              | 3            | Nr. 46 in de Single Top 100 |
| New frontier                                                  | 1983                  | 19-02-1983            | tip2            | -            | Nr. 47 in de Single Top 100 |

| Single met hitnotering(en) in de Vlaamse Ultratop 50 | Datum van verschijnen | Datum van binnenkomst | Hoogste positie | Aantal weken | Opmerkingen |
| ---------------------------------------------------- | --------------------- | --------------------- | --------------- | ------------ | ----------- |
| I'm not the same without you                         | 2012                  | 13-10-2012            | tip45*          |              |             |

### NPO Radio 2 Top 2000
| Nummers met noteringen in de NPO Radio 2 Top 2000 | '99  | '00  | '01  | '02  | '03  | '04  | '05  | '06  | '07  | '08  |
| ------------------------------------------------- | ---- | ---- | ---- | ---- | ---- | ---- | ---- | ---- | ---- | ---- |
| I.G.Y.                                            | -    | 1777 | 1056 | 1315 | 1976 | -    | -    | -    | -    | -    |
| New Frontier                                      | 1258 | -    | -    | -    | -    | 1928 | -    | -    | -    | -    |
| The Nightfly                                      | -    | -    | -    | 1376 | 1610 | 1585 | 1586 | 1688 | 1596 | 1637 |

1. ↑  Een '-' betekent dat het nummer niet was genoteerd en een vetgedrukt getal geeft de hoogste notering van een nummer aan.
2. ↑  Deze tabel is bijgewerkt tot en met de laatste editie (2024).

### Dvd's
| Dvd's met hitnoteringen in de Nederlandse DVD Top 30 | Datum van verschijnen | Datum van binnenkomst | Hoogste positie | Aantal weken | Opmerkingen                       |
| ---------------------------------------------------- | --------------------- | --------------------- | --------------- | ------------ | --------------------------------- |
| The dukes of September - Live at Lincoln center      | 2014                  | 22-03-2014            | 4               | 13           | met Michael McDonald & Boz Scaggs |

## Trivia
- Het intronummer I.G.Y. werd steevast gebruikt bij het 3FM-radioprogramma Ekstra Weekend als achtergronddeuntje voor Ekstra Weekend Brievenbus.
- I.G.Y. staat voor International Geophysical Year.